# Château de Pourtalès
Le château de Pourtalès (en alsacien :  's Renouards Guet) s'élève dans le parc du même nom, au nord-est de la Robertsau, l'ancien faubourg maraîcher de la ville de Strasbourg.
Il fait l’objet d’une inscription au titre des monuments historiques depuis le 21 décembre 1984.

## Histoire
Son premier propriétaire fut Joseph Guérault, entrepreneur des ouvrages du Roi et chargé notamment de construire les fortifications de Strasbourg au XVIIIe siècle. 
En 1784, le baron de Coehorn en fait sa résidence principale. En 1802, le banquier et homme politique Athanase Paul Renouard de Bussierre (1776-1846) l'acquiert. En 1844 son fils Alfred Renouard de Bussière (1804-1887) y effectue une série de transformations. 
Le château échoit à sa fille Mélanie de Pourtalès (1836-1914), épouse du banquier Edmond de Pourtalès-Gorgier. Mélanie de Pourtalès reçoit beaucoup dans le château qu'elle fait très profondément transformer, de 1887 à 1902, par l'architecte Breffendille : réorganisation totale des intérieurs, adjonction d'un nouveau corps de bâtiment de style Louis XV accolé à l'aile droite du château, création de vastes dépendances. En 1897 elle fait aménager un deuxième étage mansardé au château. En 1907, une tourelle est créée par les architectes Berninger et Krafft pour y loger notamment une vaste bibliothèque. Elle fait du lieu une plaque tournante de la diplomatie européenne, en y recevant de nombreuses personnalités (Napoléon III, le Prince de Metternich...) et un cercle de culture française, durant l'annexion (consécutive au traité de Francfort) allemande, après la guerre franco-allemande de 1870. 
Le parc à l'anglaise est le théâtre de plusieurs représentations dont celle des Folies amoureuses de Jean-François Regnard en 1911. Au château de Pourtalès se retrouvent des noms illustres venus de toute l'Europe : le roi Louis II de Bavière, l'empereur Guillaume II, le roi et la reine de Belgique, le prince de Galles, le prince Napoléon, le prince Klemens von Metternich, Franz Liszt, Albert Schweitzer ou Léon Bakst.

Représentation des Folies amoureuses en 1911.
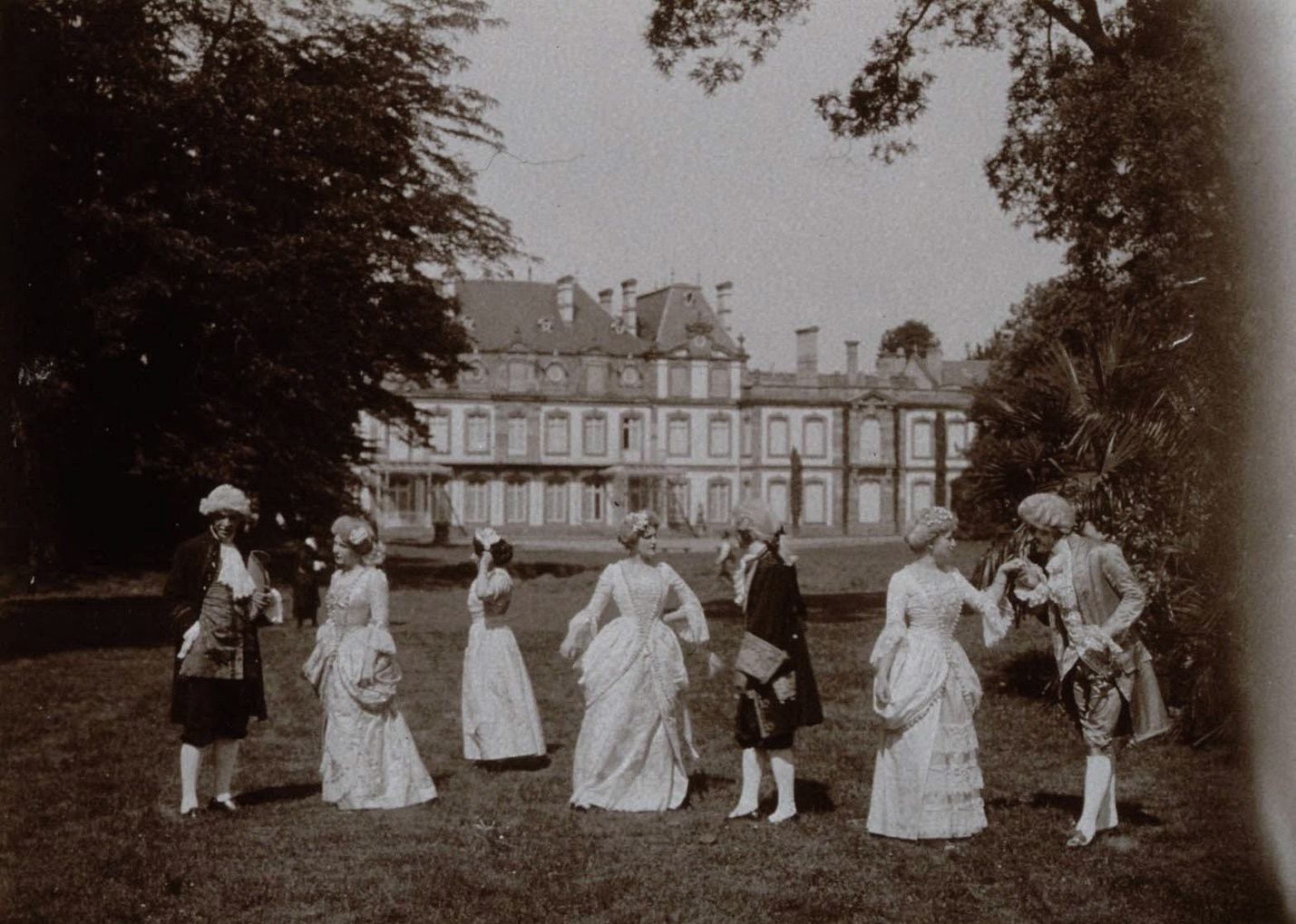
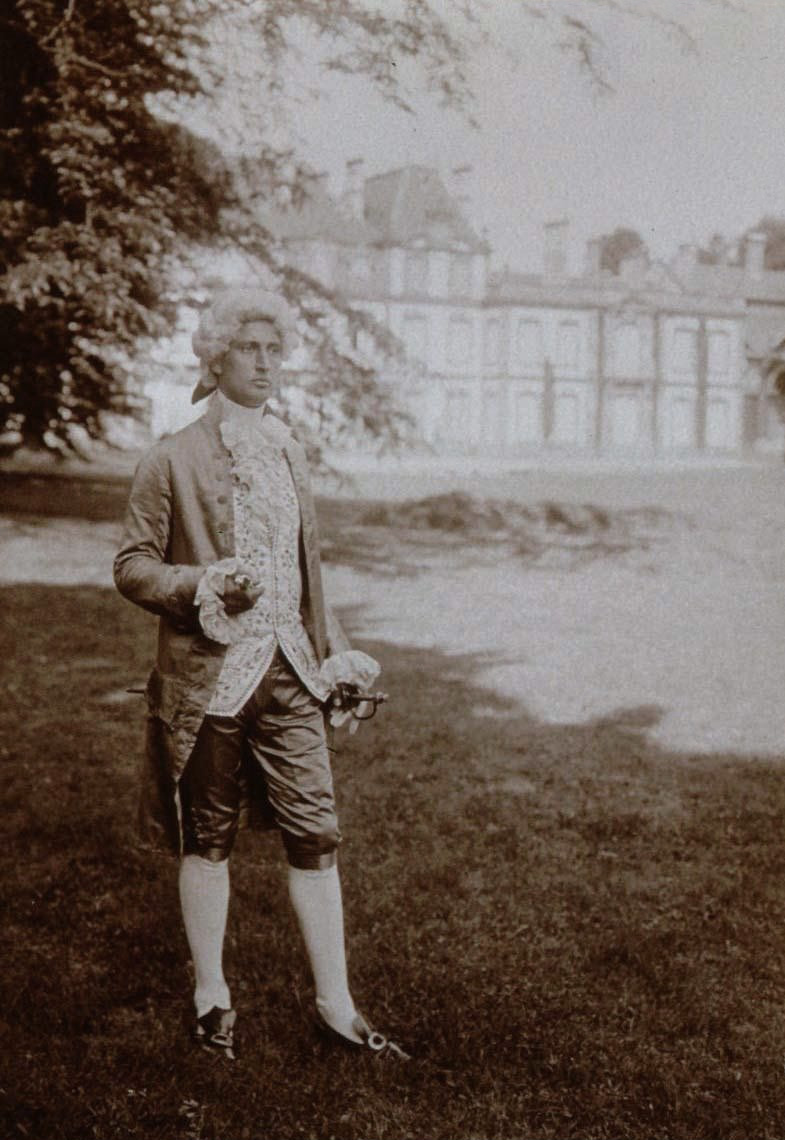
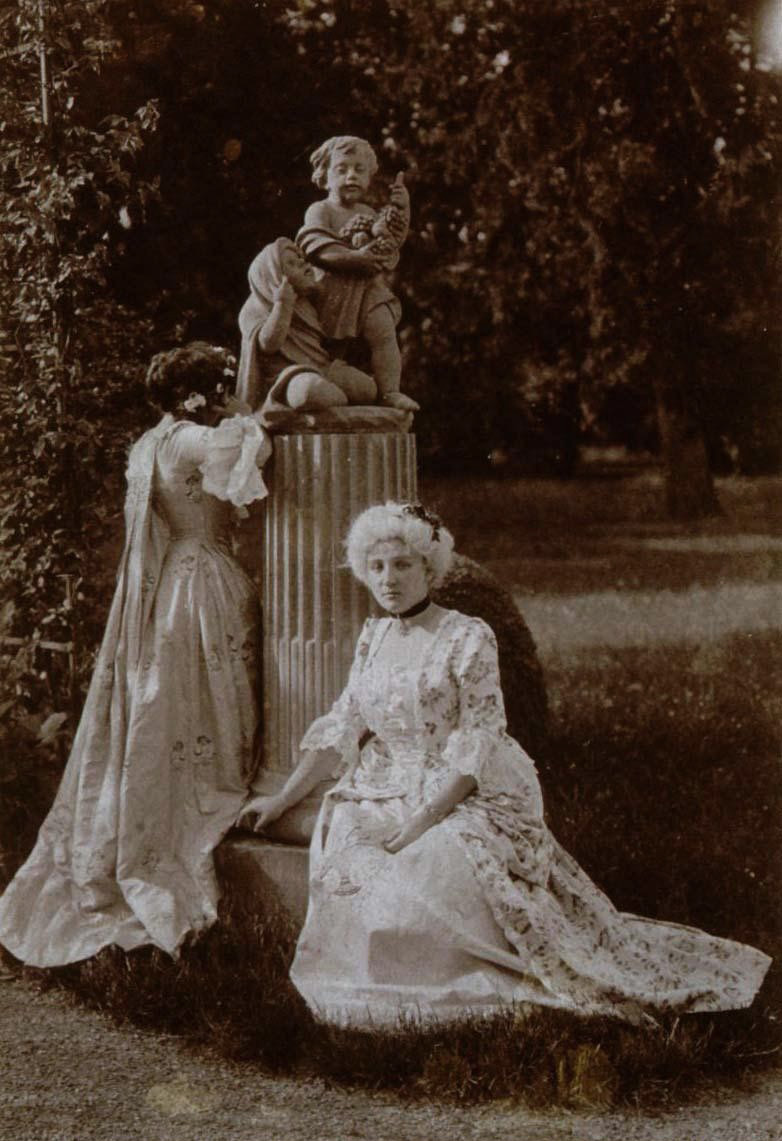

À la mort de la comtesse Mélanie, c'est sa fille cadette Agnès, marquise de Loÿs-Chandieu qui hérite du château et y accueille de grandes personnalités littéraires et politiques (Joseph Joffre, Lyautey, Réjane, Anna de Noailles, Louis de Broglie, François Mauriac, André Maurois...). En 1929 le château échoit à sa fille cadette, Mme Maurice Bérard, qui le fermera définitivement en 1939.
Après la guerre, le château a abrité le collège de l'Europe libre fondé en 1951 par la CIA américaine pour former des cadres à la reconquête des pays de l'Est. Plus tard à l'abandon, il a été racheté en 1972 par le Dr Walter Leibrecht qui l'a rénové et en a fait un des campus de la Schiller International University, tandis que le parc, racheté par la Ville de Strasbourg, est depuis ouvert au public.
En juillet 2001, lors d'un spectacle donné en plein air dans le parc du château, la chute d'un platane provoque la mort accidentelle de 13 spectateurs.
Un hôtel occupe les anciennes écuries du château.

## Parc de Pourtalès
Le château est situé dans un parc du même nom de 24 hectares, parc comprenant en outre un pont de jardin, une maison, une ferme, une clôture de jardin, une serre, une conciergerie, un pigeonnier, une fontaine, une allée, un portail, une passerelle et deux anciens étangs.

## Dépendance
La ferme Bussierre était une dépendance du château. Elle abrite aujourd'hui les services des espaces verts de la ville de Strasbourg, ainsi que le Centre d'initiation à la nature et à l'environnement de Bussierre.